# Phnom Penh

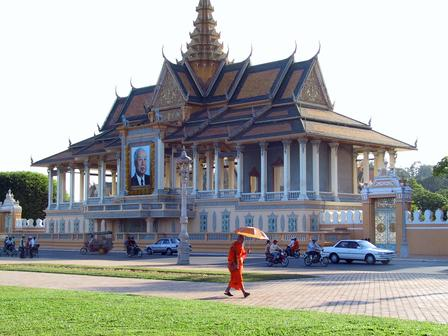
Monaco buddista che passeggia davanti al palazzo reale.

Phnom Penh (in khmer ភ្នំពេញ IPA: [pʰnumˈpɨɲ]) è la capitale politica ed economica della Cambogia e capoluogo della municipalità di Phnom Penh. Importante porto fluviale la città è adagiata sulle sponde del fiume Mekong, nel sito dove confluisce il Tonle Sap e dove si dirama il fiume Tonle Bassac. Con i suoi circa tre milioni di abitanti Phnom Penh è inoltre la città più vasta e popolosa del Paese e maggiore centro commerciale e culturale.
Una volta conosciuta come la Perla dell'Asia, la città è oggi una meta turistica di discreta importanza ed è rinomata per la sua architettura, che risente sia dello stile tradizionale khmer sia di quello ereditato durante la dominazione coloniale francese.

## Storia
Attorno al 1440, quando Angkor venne abbandonata, Phnom Penh diventò la nuova capitale poiché era in posizione più difendibile dalle incursioni del Regno siamese e facilitata nei commerci per la vicinanza del fiume Mekong. Nel 1772 venne rasa al suolo dai thailandesi e nel 1863 venne conquistata dai francesi. Ottenuta l'indipendenza dalla Francia nel 1954, Phnom Penh vide l'avvicendarsi prima del governo di Norodom Sihanouk e in seguito, dal 1970, del regime filo-americano del generale Lon Nol.
Nel 1975 gli khmer rossi di Pol Pot occuparono la città, costrinsero Lon Nol alla fuga e misero in atto una politica di socialismo agrario, evacuando tutti i cittadini dalle città alle campagne in fattorie comuni e sterminando gli oppositori del regime. Phnom Penh venne trasformata in una città fantasma in cui molti morivano di fame, freddo o per mancanza di cure mediche. Fu sede di molti campi di concentramento o di sterminio sotto il dominio degli Khmer rossi, come il famosissimo Tuol Sleng, in cui si crede che siano state giustiziate più di 20.000 persone. Nel Natale del 1978 duecentomila vietnamiti invasero la Cambogia, conquistarono Phnom Penh e cacciarono Pol Pot con i suoi fedelissimi nelle foreste al confine con la Thailandia. Phnom Penh fu ritrasformata in una città popolata, sede della Repubblica Popolare di Kampuchea, Stato satellite del Vietnam. Alla fine, nel 1991, con la definitiva ritirata delle truppe vietnamite dalla Kampuchea, Phnom Penh ridiventò la capitale dell'attuale Cambogia.

## Geografia fisica
Phnom Penh si trova nella parte sud-orientale della Cambogia, alla confluenza dei fiumi Tonle Sap e Mekong. È posizionata a 12 metri sopra il livello del mare e si estende per 376 km quadrati. La città si trova a 11.55° di latitudine nord e 104.91667° di longitudine est.
Il clima è caldo in tutto l'arco dell'anno, con scarsa escursione termica. Ci sono tre stagioni principali: la stagione fredda da novembre a gennaio, quella calda da febbraio a maggio e la stagione delle piogge da giugno ad ottobre.

## Economia
L'economia di Phnom Penh è la più importante della Cambogia: gli abitanti di questa città infatti possono godere di un reddito pro capite che è il doppio di quello di tutti gli altri abitanti della nazione, anche se le ricchezze della città sono distribuite in un modo poco equo: infatti sono ancora presenti gravi forme di povertà nella città, come le baraccopoli nelle zone periferiche. La popolazione di questa città è aumentata non poco: nel 1991, anno della ritirata delle truppe vietnamite dalla Cambogia, gli abitanti erano circa 500.000, nel 2012 la popolazione era salita a 1.502.000 abitanti. Il cardine dell'economia di Phnom Penh sono le piccole e medie imprese industriali, principalmente di indumenti, ma anche alimentari. Allo stesso tempo, però, anche l'industria edilizia è aumentata non poco, con la costruzione di nuovi quartieri di lusso, come il Sisowath Quay. Anche il turismo si è intensificato negli ultimi anni e oggi rappresenta anch'esso un cardine dell'economia di Phnom Penh.

## Principali monumenti
Le maggiori attrazioni turistiche di Phnom Penh sono il Palazzo Reale, la Pagoda d'Argento, il Museo Nazionale, il Monumento dell'Indipendenza, il Monumento dell'amicizia fra Cambogia e Vietnam, il museo del genocidio Tuol Sleng, il Wat Phnom ed il Palazzo della Pace. Fuori dalla città c'è il Centro del Genocidio Choeung Ek.

## Infrastrutture e trasporti

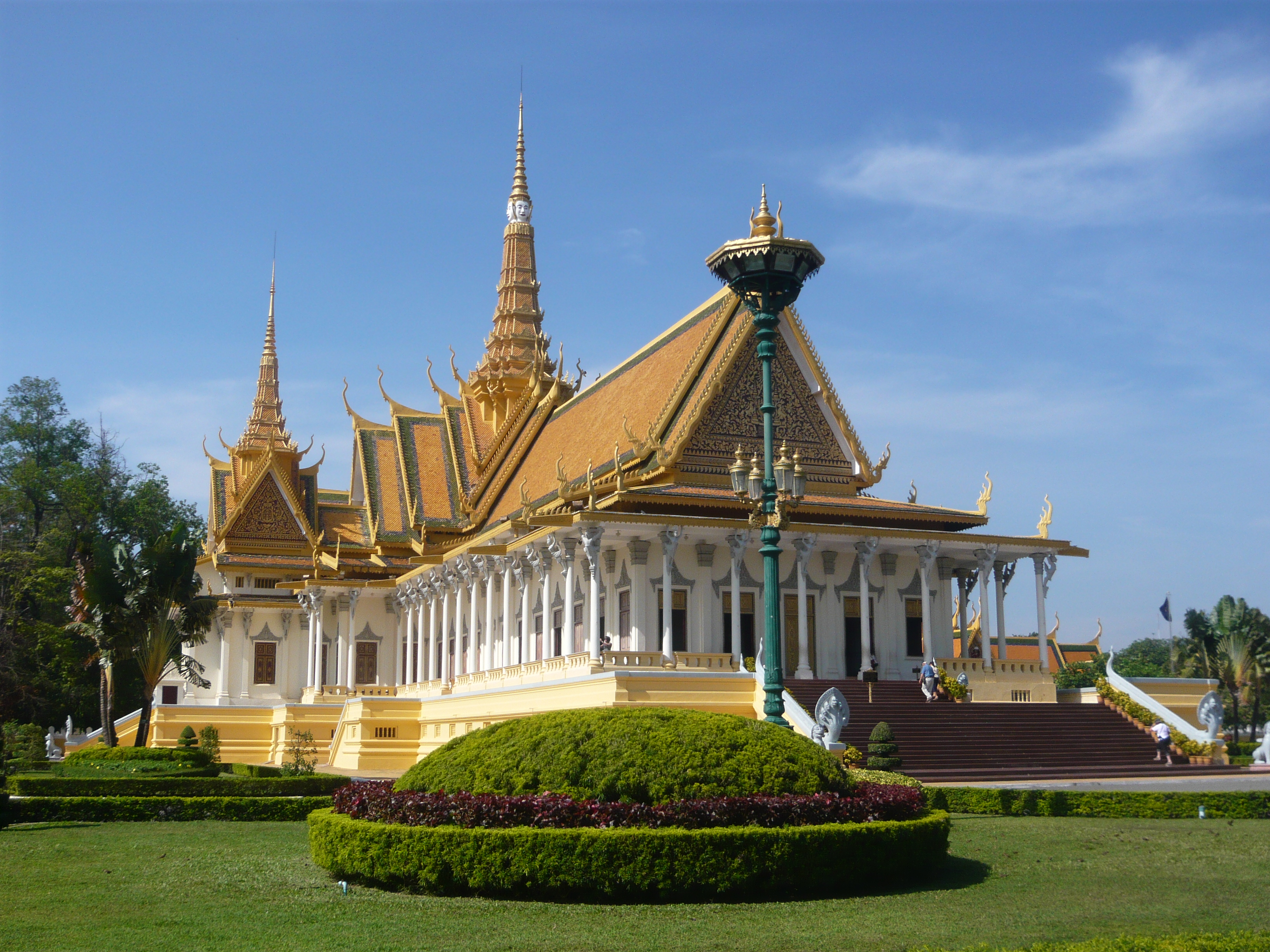
Palazzo reale

### Strade
La strada urbana più importante della città è il Monivong Boulevard da cui si diramano molte delle direttrici di scorrimento e le più importanti strade nazionali cambogiane. Il Russian Federation Boulevard attraversa la città da est a ovest.

### Ferrovie
La stazione di Phnom Penh è lo scalo ferroviario più importante del paese e vi si diramano le uniche due linee ferroviarie cambogiane, quella settentrionale che collega la capitale a Poipet e la linea meridionale che termina a Sihanoukville. Nel 2009 entrambe le linee avevano cessato ogni operatività per consentire i lavori di manutenzione, ma nell'aprile 2016 la linea sud è tornata attiva per il trasporto passeggeri.

### Porti
Il porto fluviale di Phnom Penh è situato sulle sponde del Tonle Sap, composto da un terminal container ed un molo galleggiante per il traffico passeggeri. Un ulteriore terminal container è stato costruito sulla sponda destra del Mekong. Dal porto di Phnom Penh vengono operati servizi di trasporto pubblico per Siem Reap verso nord e la cittadina vietnamita di Chau Doc a sud. Sulle sponde del Mekong sono presenti altri tre approdi minori (Chroy Changvar, P. Penh centro e Chbar Ampov) usati per il traghettamento verso la sponda orientale del fiume. 

### Aeroporti
La città è servita dall'aeroporto Internazionale di Phnom Penh.

### Mobilità urbana
Dal 2014 è operativo un servizio pubblico cittadino di autobus, che attualmente comprende tre linee. Anche se sono disponibili taxi operanti a tassametro, in città sono ancora molto diffusi i remorque (comunemente chiamati tuk tuk) composti da una motocicletta collegata ad un rimorchio utilizzato per i passeggeri.

## Clima
| Phnom Penh          | Mesi | Mesi | Mesi | Mesi | Mesi | Mesi | Mesi | Mesi | Mesi | Mesi | Mesi | Mesi | Stagioni | Stagioni | Stagioni | Stagioni | Anno  |
| Phnom Penh          | Gen  | Feb  | Mar  | Apr  | Mag  | Giu  | Lug  | Ago  | Set  | Ott  | Nov  | Dic  | Inv      | Pri      | Est      | Aut      | Anno  |
| ------------------- | ---- | ---- | ---- | ---- | ---- | ---- | ---- | ---- | ---- | ---- | ---- | ---- | -------- | -------- | -------- | -------- | ----- |
| T. max. media (°C)  | 31,3 | 32,2 | 33,7 | 34,5 | 33,7 | 32,6 | 31,5 | 31,6 | 31,0 | 30,4 | 30,0 | 30,1 | 31,2     | 34,0     | 31,9     | 30,5     | 31,9  |
| T. min. media (°C)  | 21,3 | 22,4 | 23,6 | 24,7 | 24,7 | 24,5 | 24,2 | 24,5 | 24,4 | 24,1 | 23,3 | 21,9 | 21,9     | 24,3     | 24,4     | 23,9     | 23,6  |
| Precipitazioni (mm) | 6    | 8    | 32   | 70   | 151  | 150  | 155  | 158  | 228  | 261  | 121  | 31   | 45       | 253      | 463      | 610      | 1 371 |

## Amministrazione

### Gemellaggi
Phnom Penh è gemellata con:
- Londra
- Providence
- Shanghai